# NS 5600 (ex-SBB)
De serie NS 5600 was een serie locomotieven die kort na de Tweede Wereldoorlog dienst gedaan hebben bij de Nederlandse Spoorwegen. Het waren van oorsprong Zwitserse locomotieven.

## Voorgeschiedenis
Rond de eeuwwisseling plaatste de Zwitserse spoorwegmaatschappij Jura-Simplon-Bahn (JS) een order bij de Zwitserse locomotieffabriek Schweizerische Lokomotiv- und Maschinenfabrik (SLM) in Winterthur voor de bouw van twaalf krachtige locomotieven met drie drijfassen voor de voorstads- en personentreindienst. De serie kreeg aanvankelijk de type-aanduiding B3, maar dat werd uiteindelijk het type Ec 3/4 en ze kregen de nummers 601-612 toegewezen. Na de overname van de JS in 1903 door Schweizerische Bundesbahnen (SBB) bleef de type-aanduiding Ec 3/4, maar de nummering werd gewijzigd in 6501-6512. De eerste Ec 3/4 van de voormalige Jura-Simplon-Bahn werd in 1934 uit dienst genomen, de overige elf machines werden tussen 1943 en 1947 buiten dienst gesteld en deels geconserveerd weggezet.

## Bij de NS
Na de Tweede Wereldoorlog had de NS dringend behoefte aan materieel, omdat er door de oorlogsomstandigheden veel beschadigd of uit Nederland weggevoerd was. Van de Zwitserse SBB werden in 1945 onder andere acht geconserveerd buiten dienst gestelde stoomlocomotieven uit de serie Ec 3/4 overgenomen. De eerste drie machines deden dienst vanuit Eindhoven, maar al snel verhuisden ze met de vijf overige net aangekomen machines naar Groningen. Daar reden ze vooral in lokaaldiensten. Midden 1947 verhuisden ze naar depot Hengelo en reden daar vooral stoptreinen in de omgeving. Eind 1947 verhuisden ze nogmaals, nu naar depot Leeuwarden, waar ze in de rangeer- en tramdienst hun laatste dagen sleten.

De machines 5606-5608 werden in 1948 buiten dienst gesteld en rest van de serie wachtte in 1949 datzelfde lot.

## Constructie
De locomotieven waren niet-oververhitte tweecilindermachines met een buitenliggend drijfwerk. De ketel werkte met een keteldruk van 12 atmosfeer (12,159 bar) en was uitgerust met een Ramsbottom-veiligheid. Het drijfwerk werd aangedreven op de middelste van de drie koppelassen, de stoomverdeling was van het type Walschaerts. De cilinders hadden een diameter van 420 mm met een slaglengte van 650 mm. De wielen van de Bissel-loopas hadden een diameter van 850 mm. De locomotieven waren uitgerust met Westinghouse-luchtremmen en waren op elke drijfwiel eenzijdig beremd. Achteruit rijdend hadden ze vanwege het ontbreken van een loopas aan de achterzijde een onrustige loop.

## Levensloop van de NS-machines
| Nummer JS | Nummer SBB | Nummer NS | Fabrieksnummer | Bouwjaar | Buiten dienst SBB | Buiten dienst NS |
| --------- | ---------- | --------- | -------------- | -------- | ----------------- | ---------------- |
| 603       | 6503       | 5601      | 1296           | 1900     | 1943              | 1949 (Sloop)     |
| 604       | 6504       | 5602      | 1297           | 1900     | 1943              | 1949 (Sloop)     |
| 605       | 6505       | 5603      | 1298           | 1900     | 1943              | 1949 (Sloop)     |
| 606       | 6506       | 5604      | 1299           | 1900     | 1945              | 1949 (Sloop)     |
| 607       | 6507       | 5605      | 1300           | 1900     | 1943              | 1949 (Sloop)     |
| 608       | 6508       | 5606      | 1301           | 1900     | 1943              | 1948 (Sloop)     |
| 609       | 6509       | 5607      | 1302           | 1900     | 1943              | 1948 (Sloop)     |
| 612       | 6512       | 5608      | 1305           | 1900     | 1945              | 1948 (Sloop)     |